# Белорецкий сельский совет
Белорецкий сельский совет (укр. Білоріцька сільська рада) — входит в состав
Весёловского района
Запорожской области
Украины.
Административный центр сельского совета находится в 
с. Малая Михайловка.

## История
- 1879 — дата образования.

## Населённые пункты совета
- с. Белорецкое
- с. Авангард
- с. Озёрное